# Taryfa ubezpieczeniowa
Taryfa ubezpieczeniowa – wykaz stawek ubezpieczeniowych stosowanych przez dany zakład ubezpieczeń, służących określeniu wysokości składek ubezpieczeniowych wnoszonych przez ubezpieczonego a zawartych w umowie ubezpieczenia.
Podstawą ustalania taryfy ubezpieczeniowej jest m.in. poziom ryzyka ubezpieczeniowego odnoszącego się do danego rodzaju ubezpieczenia i zakres odpowiedzialności ubezpieczyciela. Poszczególne stawki ubezpieczeniowe określają wysokość składki ubezpieczeniowej w postaci procentu (bądź promila) przyjętej w umowie sumy ubezpieczenia.